# Центнершвер, Мечислав Гаврилович
Мечисла́в Гаври́лович Центне́ршвер (латыш. Mečislavs Centneršvērs, пол. Mieczysław Centnerszwer; 1874—1944) — российский и польский физикохимик, доктор философии, профессор. Член Краковской академии наук (1931).

## Биография
Родился 22 июля 1874 года в Варшаве, в еврейской семье. Был сыном издателя Габриэля Центнершвера (Gabriel Centnerszwer, 1841—1917) и внуком математика Якуба Центнершвера (Jakub Centnerszwer, 1798—1890).
Учился в Лейпцигском университете под руководством лауреата Нобелевской премии Вильгельма Оствалда. По окончании университета получил степень доктора философии и рекомендацию в Рижский политехнический институт к другу Оствалда Паулю Вальдену.
Вернувшись в Российскую империю, работал преподавателем химии и электрохимии в Рижском политехническом институте (с 1917 года — профессор). Преподавательскую деятельность совмещал с научными исследованиями.
В 1919—1929 гг. — профессор Латвийского университета. В последние годы работы в этом вузе, столкнулся с многочисленными проявлениями антисемитизма. Последней каплей стал скандал на заседании академического Сената ЛУ, когда латышский преподаватель Линдеманис отказал Центнершверу в месте на скамье, заявив, что не будет сидеть рядом с евреем. Профессор покинул заседание сената, уволился из ЛУ и переехал в Варшаву, где получил должность профессора Варшавского университета.
В 1931 году он был избран членом Краковской академии наук. В 1932-м назначен заведующим кафедрой физической химии Варшавского университета.
Был узником Варшавского гетто. После его ликвидации скрывался у жены, немки по происхождению. Был предан кем-то из знакомых и выдан на расправу нацистам. 27 марта 1944 года застрелен гестаповцами в присутствии жены; последнюю депортировали на принудительные работы в Германию.

## Научная деятельность
Центнершвер — автор и соавтор более ста научных публикаций. Известно об обладании им двумя патентами.
Основные его исследования относятся к области химической кинетики, коррозии металлов, электролиза. Изучая электропроводность и другие свойства неводных растворов, он обнаружил, что жидкая синильная кислота имеет более высокую диссоциирующую способность, чем вода. Исследуя кинетику растворения металлов в кислотах (с 1914 г.), показал большое влияние примесей в металлах на скорость этого процесса. Также занимался историей химии.
В 1903—1909 гг., будучи преподавателем Рижского политехнического института, Центнершвер разработал новые методы определения критических параметров жидкостей.

## Семья
Ещё во время учёбы в Лейпциге он познакомился с Франциской Анной Бек, немкой, которая впоследствии приняла иудаизм. 23 сентября 1900 года они поженились в Берлине. Известно, что в браке у них родилась дочь.

## Избранные сочинения
- Критическая температура растворов. — СПб., 1903.
- Химическое сродство и его значение для техники (перев. с нем.). — Пг., 1914.
- Лекции по неорганической химии. В 2 т. — Рига, 1923—1924.
- Очерки по истории химии, 2 изд. — Л., 1927.